# J.J. Abrams
Jeffrey Jacob Abrams (ofte kaldt J. J. Abrams; født 27. juni 1966) er en amerikansk tv- og filmproducer, manuskriptforfatter, komponist og instruktør. Han har opnået stor succes med blandt andre dramaserierne Alias og Lost og spillefilmen Star Wars: The Force Awakens.

## Biografi
J. J. Abrams blev født i New York og opvoksede i Los Angeles. Han blev uddannet på Sarah Lawrence College i Bronxville, New York. Hans far, Gerald W. Abrams, og hans mor, Carol Abrams, er begge også producere.
Da Abrams var 15 år gammel, skrev han noget af musikken til filmen Nightbeast, instrueret af Don Dohler.
Han gik på Palisades Charter High School.
Den 14. juli 2006 skrev Abrams under på en femårig kontrakt med Paramount Pictures og en seksårig kontrakt med Warner Bros., der er værd mere end 55 millioner amerikanske dollars.
Den 14. februar 2007 annoncerede JoBlo.com, at Abrams havde planer om at lave en filmudgave af Stephen Kings bogserie Det Mørke Tårn.
Kort efter, den 23. februar 2007, kunne avisen The Hollywood Reporter bekræfte, at Abrams skulle instruere den 11. Star Trek film.

## Arbejde i film
- Taking Care of Business, Manuskriptforfatter
- Regarding Henry, Manuskriptforfatter
- Forever Young, Manuskriptforfatter
- Gone Fishin', Med-manuskriptforfatter
- Armageddon, Manuskriptforfatter
- Joyride, Med-manuskriptforfatter og producer
- Mission: Impossible III, Instruktør og manuskriptforfatter
- Star Trek XI, Instruktør og producer
- Cloverfield, Producer
- Super 8, Instruktør, manuskriptforfatter
- Star Wars: The Force Awakens, Instruktør, manuskriptforfatter og producent
- Star Wars: The Rise of Skywalker, Instruktør, manuskriptforfatter og producent

## Arbejde i tv
- Felicity, Med-skaber, manuskriptforfatter, executive producer, instruktør
- Alias, Skaber, manuskriptforfatter, executive producer, instruktør
- Lost, Med-skaber, manuskriptforfatter, executive producer, instruktør
- What About Brian, Executive producer
- Six Degrees, Executive producer
- The Office (Amerikansk), Instruktør (Afsnittet "Cocktails")
- Fringe, Executive producer
- Revolution, Executive producer

## Trivia
- Han skrev et manuskriptudkast til Superman Returns, da Brett Ratner og McG skulle instruere filmen. Manuskriptet blev dog afvist af studierne, da begge instruktører forlod filmen.
- Han arbejdede engang som husinspektør i San Fernando Valley sammen med Jay Fesler og Dan Johnson.
- Hans bedste ven er skuespilleren Greg Grunberg, der har haft roller i Abrams' serier Felicity, Alias og Lost.

## Ekstern henvisning
- Wikimedia Commons har flere filer relateret til J.J. Abrams
- J. J. Abrams på Internet Movie Database (engelsk)
- J. J. Abrams på Filmdatabasen
- J. J. Abrams på Filmdatabasen
- J. J. Abrams på Scope
- J. J. Abrams på Scope
- J. J. Abrams på Svensk Filmdatabas (svensk)
- J. J. Abrams på AlloCiné (fransk)
- J. J. Abrams på AllMovie (engelsk)
- J. J. Abrams på Turner Classic Movies (engelsk)
- J. J. Abrams på Rotten Tomatoes (engelsk)